# Ronnie O'Brien
Ronnie Sean O'Brien (Bray, 5 gennaio 1979) è un ex calciatore irlandese, di ruolo centrocampista.

## Carriera
Inizia a giocare nella rappresentativa scolastica, con qualche presenza in club come il Wolfe Tone, il Wayside Celtic, il St. Joseph's Boys e il Bray Wanderers. È nella squadra della sua scuola che si fa notare dal Middlesbrough, che lo integra in rosa nella stagione 1997-1998, stagione che segna il debutto nel calcio professionistico; anche se conta già qualche presenza in nazionale irlandese Under-16, con cui nel 1998 vince l'europeo di categoria sconfiggendo in finale i pari età dell'Italia.
Nel primo anno che passa al Boro, con la squadra appena retrocessa in Serie B, non gioca nemmeno una partita. La stagione successiva il Middlesbrough è in Premier League e ancora si trova ancora a fare la spola tra panchina e tribuna e le uniche partite le gioca nell'Under-21 irlandese. Nell'estate del 1999 si trasferisce alla Juventus, esordendo nell'Intertoto 1999, la sua unica partita in bianconero, Juventus-Rostsel'maš; l'allora allenatore Carlo Ancelotti decide di mandarlo in campo sul 5-1 (dopo il 4-0 dell'andata).
A settembre viene mandato in prestito nel Lugano, massima serie svizzera, dove gioca 8 volte, e a gennaio finisce al Crotone, in Serie C, dove gioca 4 partite. Nel 2000 torna alla Juventus venendo dato ancora in prestito, stavolta in Serie C1 al Lecco, dove scende in campo 8 volte. Nel gennaio 2002 va in Scozia, al Dundee Utd, dove gioca 6 partite. In estate la Juventus lo cede al Dallas, nel campionato statunitense.
Negli USA segna il suo primo gol dopo un quarto d'ora dall'esordio, consentendo al Dallas di battere il San José per 2-1. Nel 2004 gioca 29 partite, con 2 gol. Nel 2007 passa al Toronto FC, squadra del Canada facente parte della Major League Soccer statunitense. Nella squadra canadese gioca 13 partite. Nel 2008 passa ai San Jose Earthquakes, l'anno seguente appende gli scarpini al chiodo.

## Palmarès

### Club

#### Competizioni nazionali
- Campionato italiano Serie C1: 1

Crotone: 1999-2000 (girone B)

#### Competizioni internazionali
- Coppa Intertoto UEFA: 1

Juventus: 1999

### Nazionale
- Campionato d'Europa Under-16: 1

Scozia 1998

### Individuale
- MLS Best XI: 2

2004, 2005